# Јахорина (Пале)
Јахорина је насељено мјесто у општини Пале, Република Српска, БиХ. Према попису становништва из 1991. у насељу је живјело 13 становника.

## Становништво
| Националност       | 1991. | 1981. | 1971. | 1961. |
| Срби               | 13    |       |       |       |
| остали и непознато |       |       |       |       |
| Укупно             | 13    | '     | '     | '     |

| Демографија | Демографија | Демографија |
| Година      | Становника  | Становника  |
| ----------- | ----------- | ----------- |
| 1961.       | 79          |             |
| 1971.       | 59          |             |
| 1981.       | 21          |             |
| 1991.       | 13          |             |